# 去中心化金融
去中心化金融（英語：Decentralized finance，俗称DeFi）是一种建立於区块链上的金融，它不依赖券商、交易所或银行等金融机构提供的金融工具，而是利用区块链上的智能合约（例如以太坊）進行金融活動。DeFi平台允许人们向他人借出或借入资金，交易加密货币，并在类似储蓄的账户中獲得利息。截至2020年10月，超过110亿美元被存入各种去中心化金融协议。截至2021 年6月底，DeFi市场规模低于480亿美元，与2021年5月的数据相比下降了45%。截至2021年 8月底，已經有超過1500億存入各種去中心化金融協議。

### DeFi vs. CeFi
| 特點             | DeFi                                 | CeFi                           |
| ---------------- | ------------------------------------ | ------------------------------ |
| 實際範例         | 去中心化交易所 DEX、流動性挖礦項目等 | 銀行、證券商、保險公司等       |
| 集權性           | 去中心化，無需中心化機構控制         | 中心化，依賴中心化機構提供服務 |
| 資金管理和控制   | 用戶自己掌握私鑰和資金控制           | 用戶將資金委託給中心化機構     |
| 金融產品和服務   | 提供多種去中心化金融產品和服務       | 提供傳統金融產品和服務         |
| 監管和合規性     | 非中心化，沒有中心化機構負責監管     | 依賴中心化機構的監管和合規性   |
| 開放性和可訪問性 | 開放參與，任何人都可以使用和訪問     | 需要通過平台的審核和註冊       |
| 隱私和安全性     | 用戶控制自己的資金和數據             | 依賴中心化機構保護資金和數據   |
| 風險管理和保護   | 需要用戶自行管理和控制風險           | 依賴中心化機構的風險管理和保護 |